# 大沢悠里のゆうゆうワイド
『大沢悠里のゆうゆうワイド』（おおさわゆうりのゆうゆうワイド）とは、1986年4月7日から2016年4月8日まで、TBSラジオで放送されていた生バラエティ番組である。大沢悠里の冠番組。
2016年4月の番組改編で30年続いた平日のワイド番組の歴史に幕を下ろしたが、2016年4月9日からは後継番組として毎週土曜日に『大沢悠里のゆうゆうワイド土曜日版』がスタートした。

## 概要
2011年4月7日に放送開始25周年を数え、TBSラジオで放送された生ワイド番組では最長寿番組であった。聴取率も高く、番組開始当時はニッポン放送『玉置宏の笑顔でこんにちは!』と熾烈な聴取率争いを繰り広げていた。1996年に玉置が『笑顔でこんにちは!』を降板してからは、聴取者が『ゆうゆうワイド』に移動する現象が起き、本番組（8:30 - 11:00、第1部）は関東のAM・FM局の全番組の中でたびたび1位になった。コンセプトは、「人情・愛情・みな情報」。本番組の宣伝用のロゴと大沢の似顔絵は、似顔絵イラストレーターの山藤章二が手掛けた。
4時間30分におよぶ番組は大沢と女性パートナー・各コーナーに登場するレギュラーゲスト・またほぼ毎日登場する歌手・作家などのゲストとのトークを中心に、随所に挿入されるニュースや生活情報、交通情報、フロート番組・コーナーで構成されていた。中でも金曜日に放送された「お色気大賞」は、『大沢悠里ののんびりワイド』（1979年 - 1983年）・『大沢悠里のがんばってますかー!昼はまるごと歌謡曲』（1983年 - 1985年）時代で放送されていたコーナーを復活させ、放送開始以来続いた人気長寿コーナーであった。
番組スタート当初、大沢とその日のパートナーが、『榎さんのおはようさん〜!』と『鈴木くんのこんがりトースト』→『森本毅郎・スタンバイ!』との間のミニ番組で伊香保温泉のインフォマーシャル『伊香保温泉・朝風呂一番!』という番組にも出演していた。
浅香光代が最後のレギュラー出演となった1999年3月31日の放送中にタレント・野村沙知代の批判をしたことがきっかけで、「ミッチー・サッチー騒動」が勃発した。
2010年6月1日には、関東の『ゆうゆうワイド』に対し、関西の朝の長寿番組として知られているMBSラジオ『ありがとう浜村淳です』のパーソナリティ・浜村淳がゲスト出演した。『ありがとう浜村淳です』も生番組であるが、浜村がTBS放送センターの近隣にある赤坂Bizタワー内の毎日放送東京支社に出張して放送したことにより、生放送での共演が実現した。
サウンドステッカーでは、出演者が番組タイトルをメロディに乗せて歌うのが「お約束」となっていた。レギュラー出演者はもちろん、フロート番組の出演者（毒蝮三太夫、小沢昭一、永六輔・遠藤泰子など）や、ゲスト出演者にも事前に歌ってもらう（ミュージシャンの場合は演奏をしたりメロディと全く異なる歌い方をする場合があった。また、ゲストによっては歌わずに番組タイトルをそのまま発する場合もあった）。サウンドステッカーの後にゲスト出演者は「おはようございます。〇〇（ゲストの名前）です」などと挨拶をし、映画や音楽、書籍などの告知をした。制作されたサウンドステッカーはストックされ、現在数千本存在するという。ただし、『都民ニュース』の前についてはそれぞれ個別のサウンドステッカーが流れた。
本番組では時報の直前に大沢が「まもなく時報になります。ちょっとお手元の時計、合っているかどうかお確かめください。TBSラジオです。J・O・K・R」というように、生でコールサインを読み上げていた。このときに周波数と出力をコールしたり（「AM954kHz でお送りしています）、番組やコーナーの案内などを含めることもある。なお、蓮見孝之が大沢の代理を務めた際に、一度だけ「JOQR」（ライバル局である文化放送のコールサイン）と言ってしまったことがあり、この模様は後に『伊集院光 日曜日の秘密基地』の企画「TBSラジオ珍プレー好プレー大賞」でも放送された。
エンディングでは、大沢がその日の全ての番組スタッフの名前を読み上げていた。これは、スタッフたちに「ミスしてはならない」という意識を高めるためと「みんな頑張れよ」「スタッフにも感謝しているから」、また「（ラジオを聴いている）スタッフの家族、親戚も喜ぶでしょう」という気持ちを込めているとのことであった。
横浜市にある放送ライブラリーで、本番組の1988年6月22日放送分を聴くことができる。ただしコマーシャル、ニュースなど一部編集がされている。
『秋山ちえ子の談話室』終了後の2003年以降、毎年8月15日（終戦記念日）には、秋山ちえ子による『かわいそうなぞう』の朗読を放送していた。2015年は、8月15日が土曜日だったため、前日14日に「戦後70年特集『語りつぐ』」の一環として放送した。

## 放送時間
番組開始から1996年4月5日までは8:30 - 12:00だったが、低聴取率の『おまたせ一慶まっぴるま!』に代わって4月8日から13:00までに拡大された。
拡大後も12:00以降の聴取率が低く、番組全体の聴取率に影響するようになったため、8:30 - 11:00を『大沢悠里のゆうゆうワイド』、11:00 - 13:00を『大沢悠里のゆうゆうワイド 昼もゆうゆう120』の2部構成とした。番組終了の2016年4月まで『昼もゆうゆう120』のサウンドステッカーは流されており、聴取率調査では2部構成として扱われていたが、実際の構成としては1つの番組であり、新聞やTBSラジオのサイトで公表されている番組表でも1つの番組として掲載されていた。

## 番組終了報道から週一番組へ
番組放送開始から30年となる2016年4月8日に放送終了すると発表。30年という節目である事、大沢の年齢や体力を考慮したほか、ワイドFMが始まったことにより若い世代を取り込むために内容を変更する事などが要因となっている。大沢自身も同年1月18日放送の「悠里のおしゃべりカフェ」（ゲストコーナーだが、この日は前日からの雪に関連した情報に充てるため元々ゲストは呼んでいなかった）内で発表し、「1年前にTBSにお願いして了解してもらい、今日に至った。体力的に4時間半の生放送の番組は長い。年齢的なこともあり、疲れてくると質が落ちる。いい放送ができないとリスナーに申し訳がない。余力を残し、元気なうちにほかの世の中も見たい」「十年くらい前から『ゆうゆうワイド』一本に（仕事を）絞ったけど、それでもやっぱり疲れが取れなくなってきた」 と降板理由を語るとともに、4月からの後任を伊集院光が務めることも明らかにした。なおこの発表時点では、大沢はインタビューにおいて「例えば『ゆうゆうワイド』を2時間にして続けるという方法もあったのでは?」との問いに「正直、それも考えました。（中略）でも、ゼロか100だと考えて、やはり辞めるしかないな、ということです。」と、語っていた。
その後、新番組の詳細が発表され、『ゆうゆうワイド』の第1部（8:30 - 11:00）と第2部『昼もゆうゆう120』（11:00 - 13:00）を分割し、第1部の後番組として、月曜日から木曜日は伊集院が担当する『伊集院光とらじおと』、金曜日は元TBSアナウンサーの有馬隼人と山瀬まみが担当する『有馬隼人とらじおと山瀬まみと』となり、さらに木曜日は伊集院がメインパーソナリティ、有馬がアシスタントという体制での放送となることが明らかになった。また、第2部の後番組には、ジェーン・スーがパーソナリティを務める『ジェーン・スー 生活は踊る』として開始することが同年1月23日の『週末お悩み解消系ラジオ ジェーン・スー相談は踊る』で明らかになった。『毒蝮三太夫のミュージックプレゼント』は『 - 生活は踊る』の中で継続して放送されることになるが、従来と異なり月曜日から木曜日の放送となった。なお、伊集院とスーは大沢から引き継ぎのため、終了発表後にそれぞれ本番組へゲスト出演している。
しかし、リスナーの要望等の理由から、翌4月9日から毎週土曜15:00 - 16:50に時間を移して大沢と金曜パートナーのさこみちよによる『大沢悠里のゆうゆうワイド土曜日版』としてリニューアル（放送枠の移動による継続）することが発表された。
そして迎えた2016年4月8日の最終回は「日本一の聴取率の番組の最後を日本一の山のふもとで」と静岡県富士宮市の「休暇村富士」にて富士山を眺めながら、佐田玲子（病欠）を除いた各曜日のパートナーとコーナーレギュラーが静岡各地で中継し、大沢の音頭で「みなさん、お元気で!」の一言で締め、ここにゆうゆうワイド30年と1日の歴史に幕を降ろした。
翌日4月9日の15:00から土曜日版の放送が開始され、大沢はこの週に限って週6日TBSラジオの番組に出演していた。
その後、2022年1月8日に『大沢悠里のゆうゆうワイド土曜日版』が3月いっぱいで終了することが同日の放送の中で大沢の口から発表された。これにより、『大沢悠里のゆうゆうワイド』シリーズは通算36年の歴史に幕を閉じることとなった。

## 出演
☆は放送当時も含め、TBS→TBSテレビのアナウンサー。

### パーソナリティ
- 大沢悠里（フリーアナウンサー、放送開始から1991年2月までは☆として出演）[28]

#### ピンチヒッター
大沢が海外出張（番組で企画する阪急交通社のツアーへの同行）や夏季休暇取得などで休みのときは、☆や歌手、タレントらが代理を務める。
- 浦口直樹（☆）
- 駒田健吾（☆）
- 小笠原亘（☆） （2007年10月24日）
- 蓮見孝之（☆）
- 藤森祥平（☆） （2007年10月25日）

- 初田啓介（☆）
- 新タ悦男（☆）
- 山本匠晃（☆） （2012年9月3日）
- 杉山真也（☆） （2012年9月4日）

- 山中秀樹（2007年10月22日・10月23日、元フジテレビアナウンサー）
- 宮本隆治（2007年10月26日、元NHKアナウンサー）
- 立川志らく（1996年9月4日）
- 伊集院光（1996年9月5日）
- えなりかずき（2001年3月20日、2011年11月15日・11月16日）
- 辻よしなり
- 徳光正行
- 荒川強啓（大沢悠里が脳梗塞で倒れた際、3週間担当）
- 山口智充（2011年11月14日放送分）
- 細川茂樹（2011年11月17日・11月18日）
- 蒲田健（2014年9月8日・9月9日）
- 矢野武（2014年9月10日）
- 倉敷保雄（2014年9月11日・9月12日）
- 中村有志

ほか

### パートナー
| 期間      | 期間       | 月曜日     | 火曜日     | 水曜日     | 木曜日     | 金曜日     |
| --------- | ---------- | ---------- | ---------- | ---------- | ---------- | ---------- |
| 1986.4.7  | 1987.3.31  | 長谷川昌子 | 長谷川昌子 | 長谷川昌子 | 長谷川昌子 | さこみちよ |
| 1987.4.1  | 1988.4.1   | 藤田小女姫 | 長谷川昌子 | 内海桂子   | 野口雅子☆  | さこみちよ |
| 1988.4.4  | 1988.9.30  | 平野レミ   | 長谷川昌子 | 内海桂子   | 畑恵美子☆  | さこみちよ |
| 1988.10.3 | 1990.3.30  | 石井和子   | 長谷川昌子 | 内海桂子   | 畑恵美子☆  | さこみちよ |
| 1990.4.2  | 1990.9.28  | 西村知江子 | 長谷川昌子 | 内海桂子   | 畑恵美子☆  | さこみちよ |
| 1990.10.1 | 1992.3.27  | 西村知江子 | 長谷川昌子 | 内海桂子   | 有村美香☆  | さこみちよ |
| 1992.3.30 | 1993.3.26  | 西村知江子 | 長谷川昌子 | 内海桂子   | 秋沢淳子☆  | さこみちよ |
| 1993.3.29 | 1993.12.31 | 西村知江子 | 長谷川昌子 | 内海桂子   | 小川恵理子 | さこみちよ |
| 1994.1.4  | 1994.4.1   | 西村知江子 | 中島啓江   | 内海桂子   | 小川恵理子 | さこみちよ |
| 1994.4.4  | 1996.12.31 | 西村知江子 | 中島啓江   | 浅香光代   | 小川恵理子 | さこみちよ |
| 1997.1.6  | 1999.4.2   | 西村知江子 | 中島啓江   | 浅香光代   | 陣内貴美子 | さこみちよ |
| 1999.4.5  | 2001.12.31 | 西村知江子 | 中島啓江   | 五月みどり | 陣内貴美子 | さこみちよ |
| 2002.1.4  | 2010.10.1  | 西村知江子 | 佐田玲子   | 五月みどり | 陣内貴美子 | さこみちよ |
| 2010.10.4 | 2016.4.8   | 西村知江子 | 佐田玲子   | 見城美枝子 | 陣内貴美子 | さこみちよ |

### おもなスタジオゲスト
- 杉山邦博（東京相撲記者クラブ会友）：大相撲本場所12日目にあたる日に登場した（「ゆうゆう大相撲解説」）。
- 福岡翼（芸能レポーター）：年2回木曜日に放送された「芸能界裏情報スペシャル」に出演。

## タイムテーブル・主なコーナー

### 放送終了時点
2016.4 放送終了1週間前の時点。
（前番組『森本毅郎・スタンバイ!』のエンディング部で森本毅郎と大沢悠里のクロストークがあった後）
8時30分 オープニング
サウンドステッカー
基本的には8時30分ちょうどからテーマ曲（ポール・モーリア「はてしなき願い」）が流れるが、日によって不定期にサウンドステッカー等が入ることがある。
当番組の宣伝やアシスタントが歌うサウンドステッカー、「♪ティービーエス、ティービーエス、ティ〜ビ〜エ〜ス」という、過去にTBSラジオとTBSテレビでステーションブレイク時に使用されたTBSコーラスの冒頭部が流れたのち、大沢の声をピッチを変え合成音声のように加工した声で「（ティービーエスラジオ、）おーさわゆーりの、ゆうーゆうーワイードー」とタイトルコールを流すこともある。
オープニング
テーマ曲が流れ、番組冒頭で、大沢が前の時間放送されていた番組の引き継ぎと現在時刻を言う。
「TBSラジオ、森本毅郎さん、遠藤泰子さんの『スタンバイ』が終わりまして、8時半を過ぎました」。
このあと、大沢と各曜日パートナーによるあいさつ・今日の日付と当日誕生日を迎えた人への祝辞・放送回数を言う。
「皆さんおはようございます、大沢悠里です。おはようございます、〇〇です。〇月〇日・〇曜日です、今日お誕生日の方、おめでとうございます。○○○○回のゆうゆうワイド、スタートしました」。
パートナーとの簡単な会話の後、担当する気象予報士を紹介。気象予報士が気象情報を伝えた後、慣例で以下のセリフを言う。
「さあ、今日も始まりました。午後1時まで、4時間半の生放送。どうぞお仕事をなさりながら、病気療養中の方 も、どうぞお付き合いくださいね」。
ほっとホットモーニング
簡単なトピック。時事のニュース、イベント紹介、特別企画などである。
8時37分 TBSラジオ交通情報
8時41分 ゆうゆうポスト
日本香堂の一社提供。リスナーからのおたより。
8時48分 都民ニュース
東京都の広報番組。月曜日は西村、水曜日は見城、その他の曜日は大沢が担当。
8時53分 TBSニュース
長らく大沢がニュースを読み上げていたが、2000年代の途中からはTBSアナウンサーが担当。他のニュース枠は曜日ごとのニュースデスクが担当しているが、この枠はTBSアナウンサーが持ち回りで担当しており、新人アナウンサーが初めて担当することも多く特に新人紹介が行われることもあった。
8時58分 ゆうゆう天気予報
9時00分 悠里の世間ニュース
（月曜日）「鳥越俊太郎ニュースの職人のこだわり」
お昼のゆうゆうスーパートークから移動。鳥越俊太郎は「ゆうゆうワイド土曜日版」にもレギュラー出演している。
（火曜日）「朝の事件簿」
最新の事件やニュースを毎日新聞東京本社社会部長・大坪信剛が解説。
年末には「朝の事件簿スペシャル」として時間が10時台前半まで拡大された。
かつては鳥井守幸や阿部重夫が担当。
（水曜日）「与良正男の与良ば斬るぞ!」
政治問題を毎日新聞論説委員・与良正男が解説する。
（木曜日）「宇都木員夫の芸能界裏情報」
宇都木員夫が担当。最新の芸能情報。
毎年6月と12月には福岡翼をゲストに迎えて「芸能界裏情報スペシャル」を放送した。
（金曜日）「お色気大賞」
スペシャルウイークや年末には「お色気大賞特集」として10時台前半まで拡大された。
なお、かつての月曜日と水曜日はゲストを迎えてのトーク、音楽や、60歳のラブレターなどの伝言特集を流すことが多かった。
9時16分 TBSラジオ交通情報
9時18分 ゆうゆう天気予報
時折気象予報士が「なぞかけ」風にスタジオとトークしたり、天然風にトークしたりする事がある。
9時20分 ゲストトーク等
9時台後半から10時台前半までをゲストトーク等に当てていた。
ゲストトークは月曜日から金曜日まですべての曜日に設定されるが、火曜日・木曜日・金曜日のゲストトークには一定のコンセプトが設けられていた（ただし例外あり）。
（火曜日）「玲子の音楽の万華鏡」：主に音楽界からゲストを招く。
（木曜日）「ゆうゆうスポーツトーク」：主にスポーツ界からゲストを招く。
（金曜日）「ゆうゆうおもろい金曜日」：主にお笑い芸人、タレントなどからゲストを招く。
特定のゲストを招く企画もあった。
（水曜日）「ゆうゆうびっくり大学・歴史の新事実」：河合敦が出演。
（木曜日）「ゆうゆう大相撲解説」：大相撲本場所12日目にあたる日。杉山邦博が出演。
（金曜日）「ゆうゆう替え歌教室」：大沢とさこのほか2014年からは角川博が参加（主に曲部分）。
（金曜日）「らくご異人伝」：2015年9月開始。歴史上の人物のエピソードを新作落語で紹介。立川吉笑と立川笑二が出演。
ゲストを招かない企画が放送される場合もあった。
（火曜日）「玲子の東京流し旅!」：2015年5月開始
（水曜日）「見城美枝子の世界よいとこ探訪!」：2015年5月開始
（金曜日）「100年前の三面記事特集!」：2014年開始。明治・大正期の新聞の三面記事から風変わりなものを紹介。朗読は岡田泰典。2016年1月には内容をまとめた文庫本『100年前の三面記事』が角川マガジンズから出版されている。
（その他）「ゆうゆう伝言特集」：8時台に発表されるテーマに沿ったメールやFAXを募集して紹介。
定期的に9時台や11時台のコーナーの拡大版を放送した。
（火曜日）「朝の事件簿スペシャル」：9時台の「朝の事件簿」の拡大版。年末に放送。
（木曜日）「芸能界裏情報スペシャル」：9時台の拡大版。6月と12月に放送。宇津木のほか福岡翼をゲストに迎えた。
（金曜日）「お色気大賞特集」：スペシャルウイークや年末に放送。
（その他）「グッドグッドミュージックスペシャル!」：11時台の「悠里のグッドグッドミュージック」の拡大版。この企画が設定されるときは特定の週の月曜日から金曜日まで1週間を通じて放送した。
ゲストトークは以下のように9時台の3ブロックと10時台の1ブロックの計4ブロックで構成された。なお、9時台にゆうゆうマーケット・トピックスを挟むほか、交通情報と気象情報が定時（速報時は随時）に入った。
9時20分 悠里のようこそいらっしゃい
ゲストトーク（第1ブロック）。ゲスト紹介など。
9時32分 ゆうゆうマーケット・トピックス
CM前に円相場と日経平均株価（いわゆる寄り付きでの株価）を伝えた。2006年9月29日までは新光証券、さらにさかのぼると新光投信が冠スポンサーであった。
9時40分 AGF悠里のおしゃべりカフェ
ゲストトーク（第2ブロック）。AGFの一社提供。「AGF 悠里のおしゃべりカフェ」 ではゲストにAGFコーヒーギフトセットがプレゼントされた。スタジオでは見本の箱が渡された。
9時45分 ジョイフル本田 ゆうゆうトークガーデン
ゲストトーク（第3ブロック）。ジョイフル本田の一社提供。2002年10月7日開始。
ゲストトークのあと「くらしのダイアリー」と題し、「ジョイフルレディ」の佐々木仁子（さとこ）が季節にまつわるエピソードに交えてジョイフル本田の情報を伝えた（生放送でのCM）。また、一時期金曜日のみ「ガーデニング・ワンポイント」と題し、ジョイフル本田新田店（群馬県太田市）の担当者が電話出演し、ガーデニングの豆知識を教えるコーナーとなっていた。
9時56分 TBSラジオ交通情報
9時58分 ゆうゆう天気予報
10時00分 話のエッセンス
ゲストトーク（第4ブロック）。複数社提供。ゲストの番組宣伝・新著紹介・イベント案内にはこの10時台を当てていた。
このブロックのコーナー名はその都度変化している。かつてはNTTドコモ提供の「DoCoMo悠里の人生らくらくトーク」と題し、大沢がゲストに対して「あなたにとって絆とは何ですか?」という質問を必ずしていた。「悠里の人生ゆうゆうトーク」としていた時期もある。また全日警（2007年3月30日まで）、新銀行東京、リンレイなどが冠スポンサーであり、コーナー名もその都度変化した。
10時18分 ゆうゆう天気予報
2007年3月までは「ゆうゆうなるほどお天気」として放送しており、2007年3月まで東京西川産業、2006年9月29日まで東京ガスが冠スポンサーであった。
10時20分 TBS ラジオショッピング
10時26分 毒蝮三太夫のミュージックプレゼント
毒蝮三太夫からのリクエストにより、このコーナー冒頭までゲストトークが続く事があった。
10時53分 TBSニュース
ニュースデスクが担当。
10時56分 TBSラジオ交通情報
10時58分 ゆうゆう天気予報
（ここを境に、以降は前述通り『大沢悠里のゆうゆうワイド 昼もゆうゆう120』としての扱いになる）
11時00分 女のリポート
女性のリスナーから、人との出会い、ふれあいにまつわる「とてもいい話」を募って紹介する。本番組の放送開始と同時にスタートしたコーナーである。
パーソナリティの大沢が「心に残る出会いと悲しい別れ、新しい出会いを綴る、女のリポート」とコールし、映画『ディア・ハンター』の「カヴァティーナ」のピアノ演奏をBGMに、採用作品を朗読した。紹介の際は匿名でイニシャルと年齢が紹介されるが、投稿者層は概ね中高年であった。採用されたリスナーには現金10,000円が贈られた。
傑作選がTBSサービスから出版されている。
11時07分 テレフォンラッキーナンバープレゼント
当選発表は番組エンディングで行われる。ラッキーカーナンバープレゼントと共に、数字3ケタを条件に対象者を限定する。
11時08分 悠里のグッドグッドミュージック
2009年10月5日開始。オールディーズ、インストゥルメンタルが数曲かかる（原則として海外の曲がかけられる）。途中「ゆうゆう知恵袋」という雑学クイズが入った（11時17分頃）。一曲挿んで答えの発表となっていた。
11時30分 TBSラジオ交通情報
11時33分 悠里のヤマザキ伝言大賞
放送当日にリスナーから募集した伝言を紹介する。採用者のなかから1名にスポンサーの商品がプレゼントされた。
「話のエッセンス」のコーナーまでに出演した当日のゲストを交える場合があった。
山崎製パンの提供。かつてはシードル（ニッカウヰスキー）→丸広百貨店→にんべんの提供で、コーナー名もその都度変化した。
11時35分 市原悦子 暮らし百景
2014年7月7日開始。月曜日のみ。花王提供。
11時40分 ラッキーカーナンバープレゼント
当選発表は番組エンディングで行われた。
11時45分 日本直販お昼のショッピング（祝日と年末年始は休止）
11時50分 TBSラジオ交通情報
11時53分 TBSニュース
ニュースデスクが担当。
11時53分のニュースはTBSテレビなどJNN系列で11時30から放送されているJNNニュースで放送された内容を5分程度にまとめたものであった。リポートなどの素材はJNNニュースのものをそのまま使用していた。。
11時57分 ゆうゆう天気予報
11時58分 お知らせ（告知等）
12時00分 ゆうゆうお昼のスーパートーク
（月曜日）「YONEX小川知子のぶらり街歩き」
小川知子が担当。2014年秋からYONEX提供。
（火曜日）「品田秀夫の今ドキ研究所」
品田秀夫と豊田綾乃が担当。
（火曜日）「ゆうゆう真っ昼間ムード・テナー」
月に1度の放送。沢中健三が担当。
（水曜日）「居島一平の行ったつもりで都道府県」
米粒写経の居島一平が担当。
（木曜日）「パトリック・ハーランのともだちニュース」
パトリック・ハーランが担当。月曜日同様、2014年10月からYONEX提供。
（金曜日）「お色気大賞コレクション」
（その他）「悠里のグッドミュージック」
「ゆうゆうお昼のスーパートーク」でコメンテーターが休みの場合に、「悠里のグッドミュージック」と題して新譜のCDを3曲、4曲流す場合があった。
12時15分 ゆうゆうマーケットトピックス
CM前に円相場と日経平均株価（いわゆる前引けでの株価）を伝えた。
12時17分 ちょっと一休み
（月曜日）ゆうゆうカラオケ教室
（火曜日）ゆうゆうなぞかけ大賞
12時台の情報コーナー（2013年1月からは「悠里のちょっと一休み」内）で、2004年から毎週火曜日に放送されているリスナー投稿企画であった。リスナーから募ったなぞかけの中から佳作を4つ、大賞を2作発表した。佳作・大賞に選ばれた作品を送ったリスナーには賞品が贈呈された。
作品発表の締めには「お色気大賞」や「ゆうゆう何でも川柳」と同様におちゃらかしの効果音がかけられた。例えば、受けの悪い作品に対しては木枯らしの音や仏壇の鈴を鳴らす音、下ネタに対しては鞭をはたく音などが使われた。
（水曜日）懐メロこの一曲
（木曜日）心に届ける音楽館
（金曜日）ゆうゆうなんでも川柳
12時29分 TBSラジオ交通情報
12時35分 ゆうゆうリクエスト
通常はリスナーからの楽曲のリクエストに応える。スポンサーによっては別内容となり放送されない。2006年9月29日までは遊学舎 が冠スポンサーであった。
年内最後の放送では越路吹雪の『愛の讃歌』を流すのが定番となっていたが、これは大沢悠里からスタッフ・出演者・リスナーへの感謝を示すものであった。 これは、大沢悠里のゆうゆうワイド土曜日版でも継続。
12時45分 お役に立ちます
（月曜日）ブックレビューウィークリー
（火曜日）ゆうゆうクラシックサロン
青島広志が担当。
（水曜日）ゆうゆうペット相談室
動物医の兵藤哲夫が担当。
（木曜日）旅でもしようか
旅行ジャーナリストの沓掛博光が担当。
（金曜日）腰痛おさらば塾
酒井慎太郎が担当。2014年11月20日には講談社よりこのコーナーの内容をまとめた「酒井慎太郎の『腰痛おさらば塾』」が刊行されている。
12時48分 おいしいものをありがとう
食に関する話題を扱うゾーン。過去にヒゲタ醤油やMEGMILKや江崎グリコが冠スポンサーだった時期があった。
（月曜日）日本料理百景
（火曜日）ゆうゆう教えて! さかなクン
さかなクンが担当。
（水曜日）おいしさ発見伝
（木曜日）奥さん!これが旬ですよ
（金曜日）平野寿将の食育愛
平野寿将が担当。
エンディング
当選発表
テレフォンラッキーナンバープレゼントとラッキーカーナンバープレゼントの当選発表を行った。
次回予告
大沢が明日（今週・来週）の番組内容を紹介した。
クロストーク
『たまむすび』への引き継ぎを行った。『たまむすび』のスタジオ（第7スタジオ）とは隣り合わせであり、『たまむすび』のパーソナリティから番組紹介が行われ各番組の出演者で簡単な会話が行われた。
2012年1月までは「このあとは小島慶子さんの『キラ☆キラ』をお送りします。このあともTBSラジオとともにお過ごし下さい（金曜日はこの直後に「楽しい週末でありますように」を挟む）。また明日（金曜日は来週）、8時半にお会いいたします」とあいさつする。そして大沢と各曜日アシスタントが声を合わせて「ごきげんよう」というあいさつで、番組は締めくくられる。
2012年4月以降、エンディング直前に『たまむすび』出演者とのクロストークが復活した。
スタッフ紹介
最後にスタッフ紹介を行う。このとき「…という、錚々たる○○（事物の名前）グループ」というように毎日違う名前をつけて、その事物についてのうんちくを語る。「おいしいものをありがとう」のコーナーで取り上げた食材やあまり知られていない記念日に関する話題が多い。

### 過去
- かつては、ゲストが8時30分の番組開始当初から登場することが多くあった。（同様に11時台までいることもあった。）

9時台
- 陳平流お金の話（野末陳平）
- ズバリ快答!テレフォン身の上相談（月曜日 - 金曜日、 - 2012年3月30日）
- ゆうゆう政経塾（田勢康弘）

10時台
- 秋山ちえ子の談話室（秋山ちえ子）
- 花王 奥様ラジオ横丁
- 悠里の人生いきいきタイム
  - UCC 一杯のコーヒーから

11時台
- 永六輔の誰かとどこかで （月曜日 - 金曜日、 - 2013年9月27日）
- 味の素 ハート・オブ・ポップス（森山良子）
- 浜美枝のいい人みつけた（浜美枝）

12時台
- 小沢昭一の小沢昭一的こころ （月曜日 - 金曜日、1999年4月 - 2012年12月14日）[注 23]。
- ゆうゆう お昼のスーパートーク
  - やすみりえの川柳街歩き
  - 大沢悠里のにっぽん元気カンパニー
  - パックンのにっぽん・パックン見聞録（木曜日、2001年10月 - 2010年9月）
  - 美甘子の歴史DEええじゃないか!（木曜日、2010年10月 - 2011年12月）
  - 名越康文のマジっすか!? クリニック（レギュラーコーナーは終了したが、2015年4月以降も月1で水曜日12時台に出演）
- ゆうゆうリクエスト
  - 住友信託銀行 60歳のラブレター（月曜日、2005年10月改編時）[40]
  - DENPO115 心に残るメッセージ（金曜日）
  - TBS女子アナウンサーも挑戦! ママと作ろうベランダ菜園（月曜日、2010年4月 - 5月）[41]
  - 私のサンクスデイズ プロポーズ・アゲイン（月曜日、2010年7月 - 9月）[42]
- お役に立ちます
  - いきいき“折り句”の時間（シニア向け雑誌『いきいき』編集長・片寄斗史子による。火曜日、- 2004年）
  - 悠里と学ぼう! 著作権（金曜日、2011年6月 - 12月）

著作権に関するクイズを毎週出題、正解するとコーナースポンサーの日本音楽著作権協会・JASRAC）グッズやTBSのグッズが抽選で当たるコーナーだった。
- 悠里のおいしいものをありがとう
  - 元気に食べて ワッ歯っ歯!（丸橋全人歯科院長・丸橋賢、月曜日、2007年8月6日 - ）[43][44][リンク切れ]
  - 小林カツ代のおかずのヒント（金曜日、 - 2005年12月）

## 特別番組
- 時折外から完全生中継を行うことがあった（おもに○○周年記念や、キリ番の回の放送など）。気象予報士やニュース担当のアナウンサー、箱番組の出演者を除き、全員が外から中継した。
  - 1986年4月25日：埼玉県所沢市から一日放送局。ゲスト:所ジョージ・松本小雪[45]。
  - 1986年10月2日：群馬一日放送局[45]。
  - 1987年5月1日：サンシャイン60から全面中継[45]。
  - 1988年3月14日：タイ・バンコクから生放送[45]。
  - 1990年4月9日：期首特番『大沢悠里のそれゆけ! ラジオ王国』（6:30 - 17:45）放送[46]。
  - 1993年12月17日（放送2000回記念）：浪速の空から生放送（大阪から全面生中継[47]）。
  - 1995年11月17日（放送2500回記念）：お色気名作選[47]。
  - 1997年10月17日（放送3000回記念）：伝言特集 「ゆうゆうワイドと私」[47]。
  - 1999年1月27日（放送3333回記念）：パートナー全員集合[47]。
  - 2000年3月6日：大沢自ら実母に大空襲についてインタビュー[48]。この時の音源は『土曜日版』への移行後も終戦の日（8月15日）前後や東京大空襲があったら3月10日前後の日に放送されている。
  - 2001年8月20日（放送4000回記念）：ゆうゆう大感謝祭[48]。
  - 2003年5月5日：東京ディズニーランドから全面生中継[48]。
  - 2004年8月6日：火曜日パートナーの佐田玲子が兄のさだまさしのコンサートに出るのにあわせて、長崎県長崎市から完全生中継をした[48][49]。
  - 2005年6月23日・6月24日（放送5000回記念）：沖縄・石垣島から完全生中継[48][50]。
  - 2006年4月7日（放送20周年記念）：東京の下町（浅草周辺）から上野公園に移動[48]。五月みどりを除く全曜日のパートナーに加え、初代のパートナー・長谷川まさ子も登場した[51]。
  - 2007年8月10日（放送5555回記念）：石川県の和倉温泉から全面中継[52]。北陸放送でも一部がネットされた。
  - 2008年3月20日：この日グランドオープンした赤坂サカスのラジオ特設スタジオから生放送[52]。佐田玲子を除く全曜日のパートナーのほか、荒川強啓も中継リポーターとして出演した。
  - 2009年4月28日（放送6000回記念[53]）：浅草演芸ホールから生中継[52]。11時過ぎまでは、事前に番組で募集された招待客を前に公開生放送が行われた。舞台上には全曜日のパートナーが出演し、各自が寄席風に芸を披露した。番組の最後には毒蝮三太夫も中継先から駆けつけた。
  - 2011年11月7日（放送6666回記念）：伝言特集「ゆうゆうワイドと私」[52]。
  - 2013年2月28日（放送7000回記念）：東京スカイツリーから生中継[52]。パトリック・ハーラン、さかなクンといった番組の各コーナーのレギュラー陣がスカイツリー周辺から中継レポートを行った。
  - 2014年11月2日：『ラジフェス 2014』でパートナー全員集合[52]。
  - 2015年8月14日：「戦後70年特集『語りつぐ』」。「空襲」をテーマに、『ありがとう浜村淳です』のパーソナリティ・浜村淳と大沢の対談、かつての水曜日パートナー内海桂子、キダ・タロー、前身番組『こんちワ近石真介です』とかつてのフロート番組『はがきでこんにちは』のパーソナリティ・近石真介へのインタビュー、大沢が自身の母へのインタビュー[注 24] が放送された[54]。
  - 2016年4月8日：「大沢悠里のゆうゆうワイド」最終回。静岡県富士宮市の田貫湖より大沢悠里・さこみちよ、西村知江子・見城美枝子・陣内貴美子、さかなクン・小川知子・平野寿将が出演。番組ラストには全員で挨拶をして拍手・お開きとなった[注 25][注 26][27]。

補足
- 毎年正月三が日のうち、1月2日・1月3日が平日にあたる日の放送は、『大沢悠里の鶴亀ワイド』と題して特別編成で生放送する（1月1日は全日本実業団対抗駅伝大会の中継のため放送はなし）。1月2日・1月3日が土日にあたる年は、その日の鶴亀ワイドの放送はない。ニュース・交通情報以外の通常のコーナーは原則としてない（通常放送時のスポンサーのCMは、ほぼ時間通り流れる）。リスナーから帰省する人を募り電話出演してもらう「ふるさと電話」が時折差し込まれる。大沢が歌詞をフォローしながら流すカラオケも定番となっている。カラオケは『土曜日版』でも2020年5月2日に復活している。

## テーマソング・BGM
番組テーマソング
ポール・モーリア・グランド・オーケストラ演奏の「はてしなき願い」。1980年夏発表の南米での録音アルバム『カリオカの碧い風』(Aerosong)の1曲。ただし、曲のイントロ部は放送用に一部カットされている。
交通情報のBGM
放送開始以来何度か変更されているが、2000年代以降はプロ野球シーズン中（概ね4月 - 9月）とオフ（10月 - 3月）で曲を変えており、シーズン中はプロ野球中継と同じ曲をアレンジして用いられていた（2011年・2015年はシーズン中もオフ用の曲を使用）。オフシーズンの曲は当番組専用だったが、2007年10月7日から2009年4月5日までは『プレシャスサンデー』のエンディング曲としても使用され、こちらではほぼフルサイズで聴くことができた。なお、2016年4月以降の『土曜日版』ではオフシーズンの曲を使用している。また、祝日や年末年始はその時期に合わせたBGMが用いられることがあった。
なお、2006年10月はTBS出資の映画『涙そうそう』の公開に合わせて「涙そうそう」のインストゥルメンタルを使ったため11月から、2007年は10月25日からオフシーズンの曲へ切り替えていた。2010年8月・9月は映画『ハナミズキ』の公開に合わせて「ハナミズキ」のインストゥルメンタルを使用したBGMを使用。使用終了後はオフシーズンの曲に切り替えられた。また、2010年11月下旬から12月にかけては映画『SPACE BATTLESHIP ヤマト』、2014年12月には『アナと雪の女王』のテーマ曲が流れるなど、TBSが関わる映画とのタイアップがしばしば行われた。

## スタッフ
制作
- 内田伸（プロデューサー）
- 吉澤亮太（月曜日ディレクター）
- 赤木舞子[55]（火曜日ディレクター）
- 近藤夏紀（火曜日ディレクター）
- 相薗淑子（水曜日ディレクター）
- 花房達也（木曜日ディレクター）
- 青原茂雄（金曜日ディレクター）
- 水根重光 （この番組における名義は、ミッキー重光） （構成作家）
- 中村俊一（構成作家）
- 福岡いずみ（構成作家）
- 小林智美 （「悠里のおいしいものをありがとう」水曜の担当でもある）
- 前岡晋（構成作家）
- 善入茂雄（構成作家）
- 御舩陽平（中継ディレクター）
- 大信陽一（アシスタントディレクター）
- 金子陽平（アシスタントディレクター）
- 松永啓輔（アシスタントディレクター）
- 西村慎太郎（アシスタントディレクター）

ほか
庶務担当
- 小泉千枝子

技術担当
- 大沢晴美
- 駒沢大介
- 橋本真吾
- 島野玲
- 野田憲吾
- 佐藤志保里
- 富田大滋
- 渡辺ひろたか

ほか
TBSラジオキャスター（旧称は954情報キャスター）
注）△は技術担当を兼務。○は『毒蝮三太夫のミュージックプレゼント』に出演。●は交通情報担当。
- 柳沢怜○△●
- 白井京子○△●
- 楠葉絵美○△●
- 大澤瞳○△
- 阿部文音
- 小西杏奈
- 阿部真澄
- 原谷由衣

気象予報士
- 山岸朋美（ウェザーマップ）月曜（前）
- 三ヶ尻知子（"）月曜（後）・火曜（前）
- 江花純（"）火曜（後）
- 佐々木聡美（"）水曜・金曜（前）
- 美濃岡洋子（"）水曜（後）・木曜（前）
- 長谷部愛（"）木曜（後）
- 増田雅昭（"）金曜（後）

警視庁交通管制センター
- 碓氷浩子（フリー）
- 長谷川万希子（元954キャスタードライバー）
- 飯島純（元954キャスタードライバー）
- 恩田美穂子（元954情報キャスター）
- 白井京子（元954情報キャスター）
- 中村愛美（元954情報キャスター）
  - このほか、各県警担当キャスター（フリーおよび954情報キャスター、当番組では12時30分の時間のみ出演）がいた。
  - 当番組の前半（8時30分 - 10時23分の間）担当気象予報士、警視庁交通管制センター担当キャスターは、当番組前放送の『生島ヒロシのおはよう定食』→『生島ヒロシのおはよう一直線』→『森本毅郎・スタンバイ!』の天気予報・交通情報も担当していた。また、後半担当の気象予報士のうち、三ヶ尻・美濃岡・長谷部は、『たまむすび』の天気予報も担当し、『荒川強啓 デイ・キャッチ!』に出演することもあった。

ニュースデスク
- 中村尚登（月曜・木曜）
- 柴田秀一（火曜）
- 近藤美矩（水曜）
- 内山研二（金曜）→2014年2月までは、今村稔が担当。

### 過去のスタッフ
- 北山有一郎（プロデューサー）人事異動で、TBSラジオ取締役事業局長を経てTBSテレビ事業局担当局次長
- 坂元敏也（プロデューサー）人事異動で、TBSラジオ編成業務局制作部長
- 松島淳（制作担当）
- 梶川里紗（ディレクター）
- 舩越祐子（ディレクター）
- 上森直樹 （番組ホームページに、その日のテーマに関係する絵を掲載）
- 吉村みちひろ（技術担当）
- 山田達郎（"）
- 長内忍（"）
- 村上信高（"）
- 坂井志満（警視庁交通管制センター担当）
- 広田綾子（"）
- 吉田智江（"）
- 山田（荻原）久美子（"）
- 阿南京子（"）
- 綿田実苗（954情報キャスター）○△●
- 綾部峰雪（"）○△●
- 宮脇花織（"）●
- 大島洋子（"）○△●
- 小島明子（"）○△●
- 西川綾子（"）○
- 杉本有香（"）△
- 坂本麻子（"）△
- 新崎真倫（"）○△●　故郷に帰り、UHBにて活動中
- 泉貴子（"）○●
- 平井麻枝子（"）○●
- 野村麻美（"）○△●
- 熊谷光紗（"）○△
- 佐藤しほ里（"）○△●
- 中村愛美（"）○●　＊2012年4月より、警視庁交通管制センター担当
- 荒生沙緒利（"）〇△
- 伊藤日向子（"）△
- 一場麻美（"）○●
- 波岡陽子（"）○△●
- 安井衣里○△●
- 山崎景子○●　＊2013年4月より、警視庁交通管制センター専任
- 岡本祥子○△●
- 川村美保○△
- 村山明希子○△
- 岡島知世○△
- 徳竹貴光（気象予報士・ウェザーマップ、水曜）
- 松田朋子（"、金曜）
- 松山志保（"、木曜）
- 知念有美（"、月曜・火曜）
- 加藤祐子（"、月曜・金曜）
- 斎藤義雄（"、火曜）
- 元井美貴（"、火曜）
- 小野塚千恵（"、月曜・木曜）
- 川端彩香（"、水曜・木曜・金曜）
- 海老原美代子 (火曜・水曜)
- 大野治夫 (木曜)
- 井坂綾 (月曜)